# Phyllonorycter libanotica
Phyllonorycter libanotica är en fjärilsart som först beskrevs av Gerfried Deschka 1972.  Phyllonorycter libanotica ingår i släktet guldmalar, och familjen styltmalar.
Artens utbredningsområde är Libanon. Inga underarter finns listade i Catalogue of Life.